# Katzie Indian Reserve 1
Katzie Indian Reserve 1 är ett reservat i Kanada.   Det ligger i provinsen British Columbia, i den södra delen av landet, 3 500 km väster om huvudstaden Ottawa.
Runt Katzie Indian Reserve 1 är det i huvudsak tätbebyggt. Runt Katzie Indian Reserve 1 är det tätbefolkat, med 297 invånare per kvadratkilometer.